# Calapnita vermiformis
Calapnita vermiformis là một loài nhện trong họ Pholcidae. Loài này komt voor van Malaysia đến Sulawesi và là loài điển hình của chi Calapnita.